# منتخب أوغندا لكأس فيد
منتخب أوغندا لكأس فيد (بالإنجليزية: Uganda Fed Cup team)‏ هو ممثل أوغندا الرسمي في كرة المضرب في كأس فيد . تأسس في 2018.